# William James Sidis
William James Sidis (født 1. april 1898, død 17. juli 1944) var et amerikansk vidunderbarn med exceptionelle matematiske og sproglige færdigheder.
William James Sidis' IQ er fastslået til at ligge mellem 250 og 300, da de gængse målemetoder ikke slog til – ingen havde nogensinde hørt om sådan en høj IQ. William James Sidis kunne over hele 55 sprog flydende, han tiltrak megen opmærksomhed i amerikanske medier, allerede fra han var barn, hvor han bl.a. blev fremhævet som ”Amerikas mest vidunderlige barn”. Han fik siden også megen opmærksomhed, da han blev arresteret som deltager i de socialistiske optøjer i Boston, 1919. Som voksen søgte han at leve et liv i anonymitet, og udgav udelukkende bøger under pseudonym.

## Biografi

### Barndom (1898-1905)
William James Sidis blev født 1. april 1898 i New York som søn af Boris Sidis, ph.D, M.D. og Sarah Mandelbaum Sidis, M.D. Begge forældre var flygtet fra zarstyrets jødepogromer i Ukraines jødiske bosættelsesområde. Boris tog sine universitetsgrader i filosofi og medicin ved Harvard University og underviste i psykologi samme sted. Han blev i starten af det 20. århundrede kendt som en af amerikansk psykologis pionerer, og han udgav en lang række bøger og artikler om sin forskning i abnorm psykopatologi. På et tidspunkt var Boris Sidis ry vokset til en sådan grad, at han blev sammenlignet med den østrigske grundlægger af psykoanalysen, Sigmund Freud. 
Familien boede de første år af William James Sidis liv i en beskeden lejlighed på Central Park West i New York. Han blev opkaldt efter sin gudfar, Boris' ven og kollega, den amerikanske filosof, William James.
Forældrene mente, at en korrekt børneopdragelse skulle styre efter at udnytte, hvad William James og Boris Sidis i deres forskning kaldte: de intellektuelle "reserveenergier", en slags uudnyttede områder af hjernen som alle børn, ifølge deres teori, var i besiddelse af. Denne opdragelse indebar at William James Sidis blev opfordret til at anvende instinkt for at lege til at tilegne sig viden og evne til at ræsonnere, frem for at bruge barndommen på leg, boldspil og andre børn.
William James Sidis sagde sine første ord da han var seks måneder: "dør" og "måne". Ved hjælp af bogstavklodser lærte forældrene ham at læse. Da han var 18 måneder var han i stand til at læse op af New York Times. Han lærte sig selv mindst otte sprog inden han fyldte otte (latin, græsk, fransk, russisk, tysk, hebraisk, tyrkisk, armensk) og udviklede sproget "Vendergood" som med komplet grammatik og syntaks, kan minde om eksempelvis Esperanto.
I samme periode skrev han mindre bøger om engelsk grammatik, kalendersystemer og anatomi. Han var særligt optaget af astronomi, meteorologi, fysik og sprog. Han udviklede sit eget system til hurtiglæsning og kunne således tilegne sig en bog på meget kort tid, og da han samtidig var i besiddelse af en fotografisk hukommelse, var han i stand til at tilegne sig fagligt stof usædvanlig hurtigt.
Boris Sidis udgav i 1911 bogen 'Phillistine and Genius', hvor han udskældte det amerikanske skolesystems tendens til at fremelske middelmådighed, frem for at skabe tænkende, dygtige børn. I bogen fremhævede han sin egen søn som eksempel på, hvordan fremtidens amerikanske børn kunne blive. Han modtog megen kritik for denne bog, ligesom den blev brugt til at latterliggøre sønnen i medierne.

### Skole og gymnasium (1905-1907)
William James Sidis startede som syvårig i Runkle School i Bostonforstaden Brookline, som forældrene flyttede til i 1905. Det stod hurtigt klart for lærerne, at de ikke kunne lære den usædvanlige elev noget. Ifølge daværende artikler var Sidis i færd med at undervise sin matematiklærer i fraktalregning da moderen hentede ham efter første dag. Efter syv måneder gik han ud af syvende klasse. 
Han kom derefter i gymnasiet i Brookline High School hvor han gik i nogle måneder. Vicerektor Packard brugte ham som hjælpelærer, og gav ham matematiske udfordringer. Ved afslutningen af sin gymnasietid, gav Packard Sidis optagelsestesten til Massachusetts Institute of Technology som han bestod uden fejl. En professor i anatomi ved Harvard gav ham i samme periode en prøveeksamen i anatomi, som han ligeledes bestod. 
Selv om William James Sidis intellektuelt var klar til at begynde universitetsstudierne, da han var 9, fik han først lov til at påbegynde studier ved Harvard University, da han var 11 år. Han er den yngste studerende, der nogensinde er optaget ved Harvard.

### Harvard University (1910-1916)
William James Sidis blev optaget på en særlig linje på Harvard for usædvanligt begavede elever. På hans samme hold var også den senere ingeniør og opfinder Buckminster Fuller, grundlæggeren af kybernetikken, Norbert Wiener og komponisten Roger Sessions.
Som en af sine første præstationer ved universitetet, holdt William James Sidis 5. januar 1910 et 2 timer langt foredrag i Harvard Mathematical Society. Tilhørerne bestod af 93 professorer og sidsteårsstuderende. Emnet var Sidis’ egne teorier om "Størrelser i den fjerde dimension". Foredraget blev omtalt i flere ledende aviser i USA, hvor flere af de tilstedeværende professorer blev citeret for udtalelser om, at den unge Sidis bedst kunne sammenlignes med videnskabsfolk som Isaac Newton, Euklid og Carl Friedrich Gauss.
William James Sidis studerede matematik og humanistiske fag, og fik sin bachelorgrad med udmærkelsen cum laude den 18. juni, 1914.
William James Sidis var generelt meget tilbageholdende med at udtale sig til journalister, men i forbindelse med sin dimission fra Harvard, udtalte han til en journalist fra Boston Herald, at han levede efter 150 regler, som han havde skrevet ned på et stykke papir. Reglerne skulle sikre, at han levede ”det perfekte liv”.

### Ungdom (1915-1919)
Han påbegyndte derefter studier ved Harvard's Graduate School of Arts and Sciences. I december 1915 blev han ansat som underviser i matematik ved Rice University i Houston, Texas. Han blev der under et år og vendte tilbage til Harvard, hvor han indledte studier i jura.
Han færdiggjorde aldrig disse studier på grund af første verdenskrigs udbrud. For at undgå at sønnen blev udtaget til værnepligt, organiserede forældrene, at William James Sidis blev sat til at arbejde med ballistik ved MIT. Da de vidste at sønnen var overbevist pacifist, og aldrig frivilligt ville arbejde for krigsproduktionen, blev han ikke orienteret om, at hans arbejde blev anvendt til udviklingen af u-både til brug i krigen. Da han ved et tilfælde opdagede den rette sammenhæng, sagde han omgående op og meldte sig ind i American Socialists Society.

### Socialisme og fængselsdom (1919-1921)
I 1919, kort før han forlod sine jurastudier, blev William James Sidis arresteret for deltagelse i en socialistisk første maj-parade i Bostonforstaden Roxbury, der endte i voldelige optøjer. Han blev idømt 18 måneders fængsel under The Sedition Act of 1918. 
Sidis's arrestation kom på forsiden af adskillige aviser. Her blev det også fremhævet, at William James Sidis var blevet arresteret sammen med socialisten Martha Foley, som angiveligt skulle blive Sidis eneste romantiske kærlighed. 
Det lykkedes imidlertid forældrene via en aftale med distriktsanklageren at holde William James Sidis ude af fængslet mod at han til gengæld blev erklæret mentalt utilregnelig og opholdt sig i forældrenes nervesanatorium i Portsmouth. Ifølge William James Sidis egne artikler, blev han under opholdet udsat for psykisk tortur og konstant truet med at blive overført til et sindssygehospital. Det lykkedes ham at flygte fra forældrene i 1921. 

### Senere liv (1921-1944)
Efter han vendte tilbage til Boston i 1921, besluttede Sidis at leve et uafhængigt liv uden for offentlighedens søgelys. Han levede af beskedne job som bogholder eller oversætter. Hver gang hans arbejdsgivere opdagede, hvem han var, eller blev klar over at han havde usædvanlige evner, opsagde han omgående sin stilling.
Sin fritid anvendte Sidis på at skrive en række vidt forskellige bøger og artikler (bortset fra en bog, blev de altid udgivet under pseudonymer) ligesom han jævnligt holdt foredrag for lukkede kredse om sin forskning i de nordamerikanske indianeres historie. 
William James Sidis døde 17. juli 1944 af en hjerneblødning i en alder af 46.

## Udvalgte bøger af William James Sidis
- The Animate and the Inanimate, 1925, en bog om kosmologi og om hvorvidt det er muligt at reversere naturkræfterne.

- The Tribes and the States, uudgivet, en bog om de nordamerikanske indianere fra Cro-Magnon til oprettelsen af de amerikanske stater.

- Notes on the Collection of Transfers, 1926, en metodologisk bog om at samle på billetter.

- Collisions in the Street and Highway transportation, 1936, en bog hvor Sidis angiver løsninger til trafikale problemer.

## William James Sidis i fiktion
- Good Will Hunting, Ben Affleck, Matt Damon. Selv om det ikke er officielt bekræftet, er der mange sammenfald mellem hovedpersonen i filmen og William James Sidis, jf. denne artikel (Webside ikke længere tilgængelig).
- William Sidis perfekte liv, Morten Brask, 2011, roman baseret på William James Sidis liv.